# Kråkstad
Kråkstad est une ville de la municipalité de Nordre Follo, dans le comté d'Akershus, en Norvège.

## Description
Kråkstad est située à environ cinq kilomètres au sud-ouest de Ski. C'est une zone riche en monuments culturels, principalement des monuments funéraires de l'âge du fer, sous forme de tumulus, de mottes funéraires et de dépôts de pierre.
L'église de Kråkstad est une église en pierre de 1150 et appartient à la paroisse de Ski. Kråkstad possède également une école primaire et secondaire et un centre communautaire construit en 1956 et le mieux conservé de Norvège. Dans le vestibule se trouve un grand relief en bois peint de Dagfin Werenskiold.
La gare de Kråkstad a été construite en 1882 et est aujourd'hui classée. En 2007, Kråkstad a obtenu une salle de sport.

## Galerie

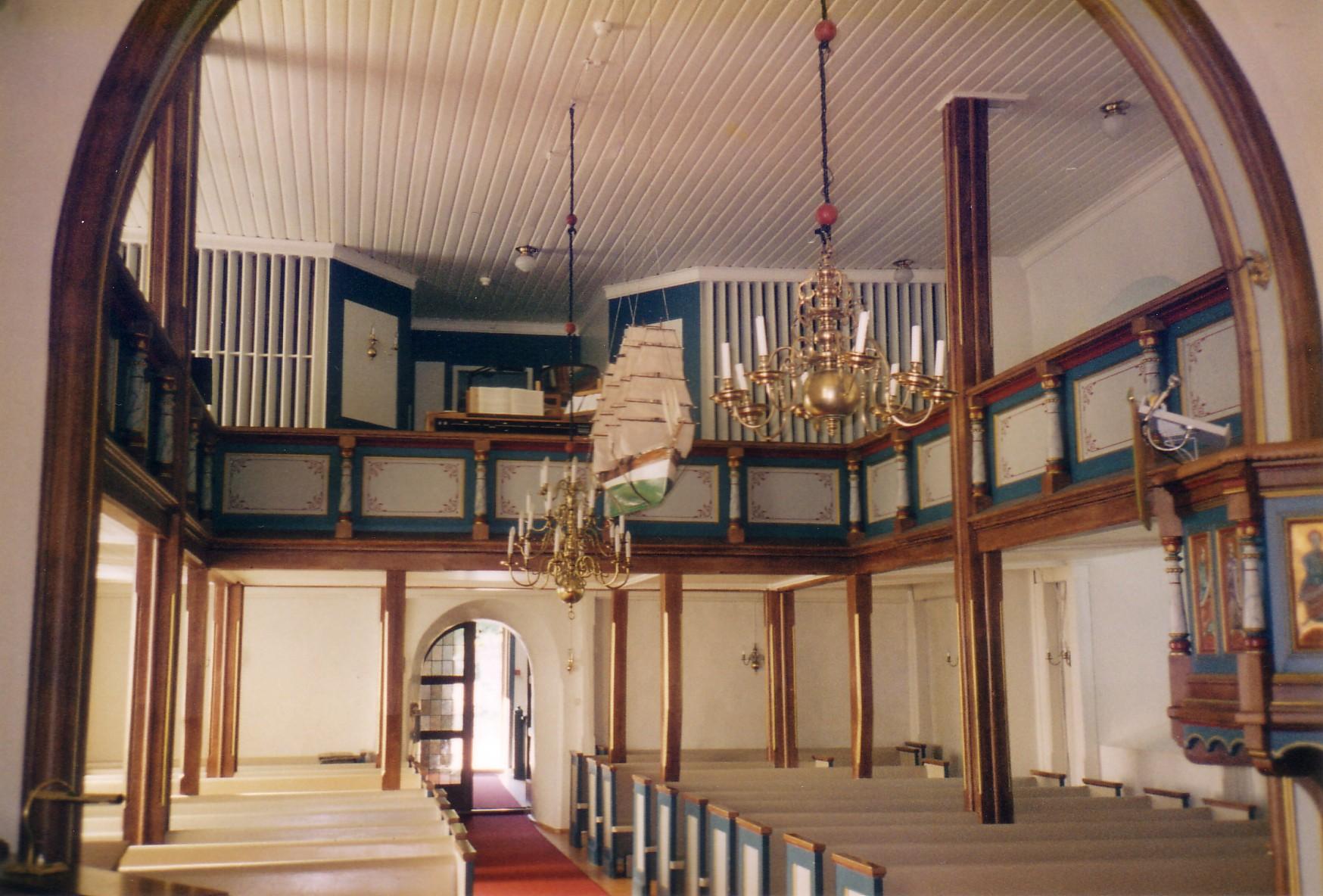
Intérieur de l'église
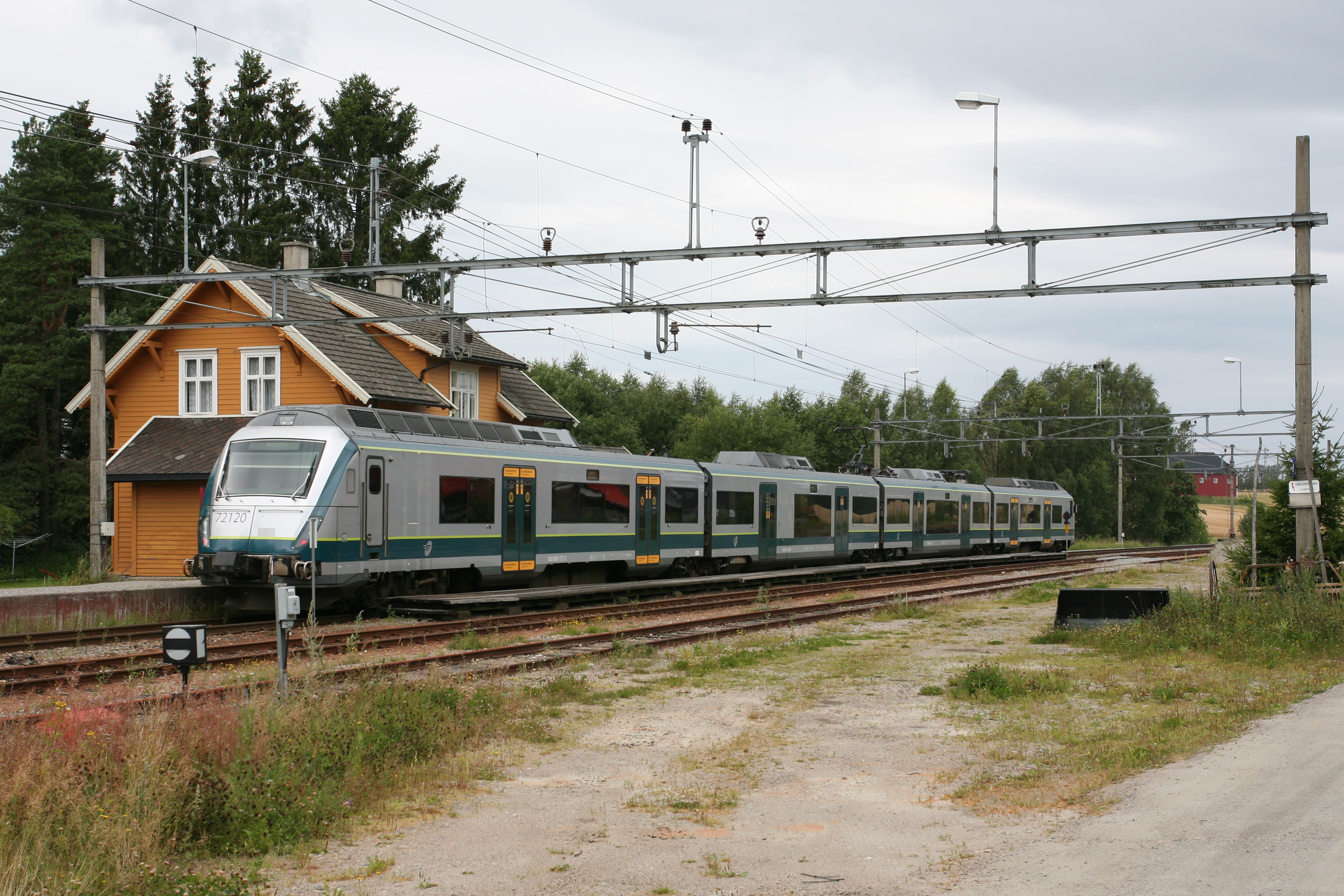
Gare
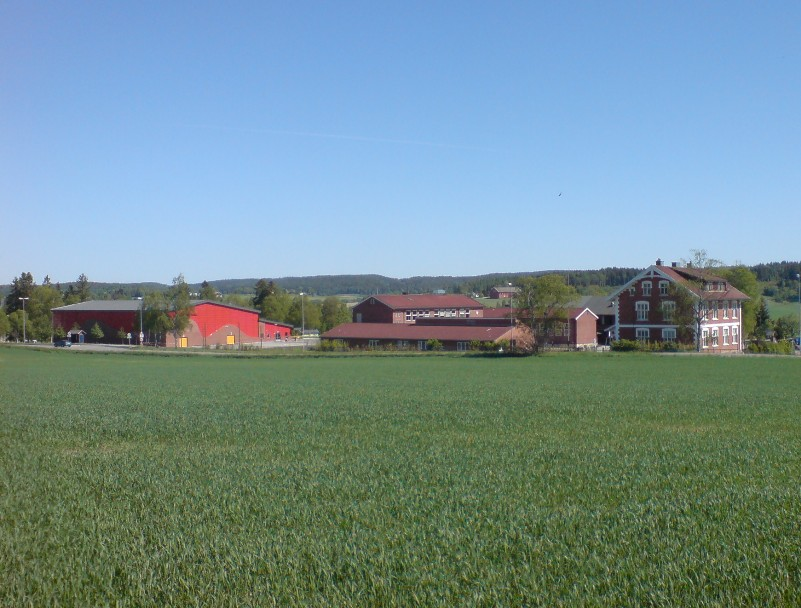
Ferme